# Ясна Зоря
Ясна Зоря — селище в Україні, в Ольшанській селищній громаді Миколаївського району Миколаївської області. Населення становить 128 осіб.